# Klaus Linder
Pour les articles homonymes, voir Linder.
Klaus Linder (Zurich, 29 mai 1926 – Bâle, 19 août 2009) est un pianiste et pédagogue suisse.

## Biographie
Linder reçoit sa maturité en 1945 au Lycée classique de Bâle. De 1946 à 1952, il étudie le piano avec Paul Baumgartner au Conservatoire de Bâle. De 1948 à 1986, il est professeur à l'Académie de musique de Bâle. En 1969, il succède à Paul Sacher en tant que directeur de l'Institution, jusqu'en 1974. Parmi ses élèves citons Wolfgang Lorenzen, Daniel Weissberg, Marianne Schroeder et Patrick Cohen.

## Article
- (de) Serielles rubato, dans Jean Barraqué, Munich, coll. « Musik-Konzepte: die Reihe über Komponisten » (no 82), éd. Text + Kritik, 1993, p. 82-104 (OCLC 915850705),  (ISBN 3883774499)

## Enregistrement
- Václav Jan Tomášek, Lieder sur des poèmes de Goethe - Kurt Widmer, baryton ; Klaus Lindner, piano (29 avril-1er mai 1981, LP Deutsche Harmonia Mundi / Ars Musici) (OCLC 39665698)